# 녹미회
녹미회(綠美會)는 이화여자대학교 미술대학 출신 화가들의 동창 그룹으로, 1949년 5월에 창립된 현존하는 단체이다. 1949년 10월에 창립전이 충무로 대원화랑에서 열렸으며, 그 후 해마다 1회씩 개최하여 1972년에 제20회전을 가졌고, 1984년에는 제30회전을 가졌다. 이대 출신이면 누구나 자동적으로 이 그룹에 가입될 자격이 부여되며, 서양화, 동양화, 자수부, 조각부, 생활미술부 등으로 나누어 매년 정기적인 전시회를 갖고 있다. 하지만, 전시회에는 극히 일부만이 참가한다.